# Windy City Bulls
Los Windy City Bulls (literalmente en español: Toros de la Ciudad del Viento) son un equipo de la NBA G League, afiliado a los Chicago Bulls de la NBA, con sede en Hoffman Estates, Illinois. Fundados en 2015, empezaron su andadura en la temporada 2016-17. Disputan sus partidos como local en el Sears Centre Arena, con capacidad para 10.000 espectadores. Se convirtió en el decimotercer equipo de la liga de desarrollo en ser propiedad de uno de los equipos de la NBA.

## Historia
El equipo se creó en 2015, pero no fue hasta febrero de 2016 cuando se eligió el nombre, en una votación popular en la página web de los Chicago Bulls. La condición era que el apodo iba a ser el mismo que el equipo base, Bulls, y se presentaron tres opciones, Great Lakes Bulls, Heartland Bulls y Windy City Bulls, que fue la finalmente elegida.

## Trayectoria
| Temporada         | División          | Temporada regular | Temporada regular | Temporada regular | Temporada regular | Playoffs                            |  |
| Temporada         | División          | Puesto            | G                 | P                 | %                 | Playoffs                            |  |
| ----------------- | ----------------- | ----------------- | ----------------- | ----------------- | ----------------- | ----------------------------------- |  |
| Windy City Bulls  |                   |                   |                   |                   |                   |                                     |  |
| 2016–17           | Central           | 5º                | 23                | 27                | .460              |                                     |  |
| 2017–18           | Central           | 3º                | 24                | 26                | .480              |                                     |  |
| 2018–19           | Central           | 2º                | 27                | 23                | .540              | Pierde 1ª ronda (Westchester) 82–95 |  |
| 2019–20           | Central           | 5º                | 17                | 26                | .395              |                                     |  |
| Temporada regular | Temporada regular | Temporada regular | 91                | 102               | .472              |                                     |  |
| Playoffs          | Playoffs          | Playoffs          | 0                 | 1                 | .000              |                                     |  |

## Equipos afiliados
- Chicago Bulls (2016–presente)